# 김한규 (배우)
김한규(1976년 11월 8일 ~ )는 대한민국의 배우이자 영화 감독이다.

## 작품 목록

### 영화
배우
- 《구르는 수레바퀴》 (2020년) - 도법의 도반 역
- 《그래, 가족》 (2017년) - 버스기사 역
- 《럭키》 (2016년) - 석민우 역
- 《지구 끝까지》 (2015년) - 양아치 역
- 《외계인들》 (2014년) - 달호 역
- 《윤희》 (2014년) - 동식 역
- 《술래잡기》 (2013년) - 한규 역
- 《스팟걸 - 교수와 여제자》 (2012년)
- 《손님1 첫번째 이야기》 (2011년) - 지민 역
- 《수》 (2007년) - 젊은 간부 A 역
- 《마강호텔》 (2007년) - 재일파 식구들 역
- 《해변의 여인》 (2006년) - 차 미는 남자 2 역

감독
- 《지구 끝까지》 (2015년)
- 《외계인들》 (2014년)
- 《술래잡기》 (2013년)

### 드라마
- 《이로운 사기》 (2023년, tvN) - 예충식을 따르는 교도소 재소자들 역
- 《비밀의 남자》 (2020년, KBS2) - 박진수 역
- 《38사기동대》 (2016년, OCN)
- 《선녀가 필요해》 (2012년, KBS2)
- 《서동요》 (2005년, SBS)
- 《장길산》 (2004년, SBS)
- 《순풍산부인과》 (1998년, SBS)

## 수상
- 2014년 미국 인디페스트 영화제 장편영화부문